# Dabi
Toya Todoroki (轟燈矢 Todoroki Touya ?), más conocido como Dabi (荼毘 Dabi?) es un personaje ficticio del manga My Hero Academia, creado por Kōhei Horikoshi, él es uno de los antagonistas principales de la serie.  Dabi también aparece en la adaptación anime del manga y en la película My Hero Academia: Heroes Rising (2019). 

## Personaje

### Apariencia
Dabi es un joven delgado con cabello blanco y puntiagudo, que lleva teñido de negro. Su rasgo distintivo es que algunas áreas de su piel tienen un tono púrpura antinatural y están recogidas en pliegues, que se asemeja a la carne quemada. Los límites entre estas áreas y el resto de la piel parecen estar unidos con suturas y grapas quirúrgicas. Hileras de puntadas que van desde las comisuras de la boca hasta las orejas lo hacen parecer como si estuviera sonriendo constantemente. Sus ojos están constantemente cerrados. Viste pantalones negros y un abrigo negro sobre una camisa de color blanco, así como botas negras y un cinturón.
Cuando era niño, Toya tenía una cara redonda y el cabello rojo rebelde que se erizaba en mechones alrededor de su cabeza, cayendo por su frente en flequillos desiguales. El color del pelo se transformó en blanco poco a poco. También llevaba una chaqueta gakuran sencilla. Por lo general, usaba una expresión neutral como se muestra en algunas de las fotos en las que se le mostró.

### Personalidad
Dabi es una persona estoica, paciente, confiada y centrada que rara vez muestra emociones. Aunque es bastante brutal y agresivo, en realidad es cauteloso al decidir dar marcha atrás cuando Mirko llegó para ayudar a Endeavor, y se aseguró de no revelar demasiada información a Hawks sobre el Nomu debido al comienzo de su colaboración. Además, es intolerante con la mayoría de las personas y capaz de burlarse de quien sea, como por ejemplo de Shigaraki después de conocerlo y constantemente hace lo mismo con sus aliados y enemigos.
A pesar de su comportamiento sencillo e inexpresivo, Dabi se alegra de ser un villano que lucha contra los que considera héroes falsos . Está feliz de burlarse de la estatura heroica, los aprendices y los héroes profesionales. También obtiene un placer sádico del dolor infligido a otros, incluidas las personas a las que asesinó.
Dabi está comprometido con la misión Stain y quiere destruir la sociedad sobrehumana. Se centra en sus objetivos y se mantiene firme gracias a las tácticas de la Liga de Villanos. Las motivaciones de Dabi parecen superar sus sentimientos personales, siguiendo lealmente a Tomura a pesar de la controversia cuando se conocieron. Aunque se rio al recordar el asesinato de Snatch, Dabi parece ser comprensivo, a pesar de su naturaleza sádica, con aquellos a quienes los villanos han hecho daño.

## Apariciones

### Pasado
Dabi nació siendo el primogénito del matrimonio arreglado de Enji y Rei Todoroki, siendo bautizado como "Toya" por sus padres. Si bien nació con un poder mucho más grande que el de su padre en lo que a la potencia de sus llamas se refiere, para su desgracia y producto de su propia genética, Dabi también nació con un defecto físico que lo llevó a heredar la inmunidad al hielo que poseía su madre. Ante la incompatibilidad de sus poderes de fuego con los dones heredados de su madre, Toya se lastimaba con frecuencia, sufriendo dolorosas quemaduras que llevaron a que su padre dejara de entrenarlo, debido al riesgo de lastimar su cuerpo por la incompatibilidad de sus dones. A pesar de esto, Toya insistía en entrenar, y cada vez que podía, lo encaraba por no entrenarlo, y siempre usar su trabajo de héroe como una excusa. 
Aún con eso, Toya siguió entrenando su manejo del fuego a pesar de que sabía lo peligroso que podía ser para su cuerpo el usar sus poderes de fuego, y también como una forma de obtener la atención de su padre quien, al percatarse del daño que Toya se estaba ocasionando, le insistía en que lo dejara e hiciera cosas que harían los niños de su edad, como ir a la escuela o hacer amigos, a lo que Toya le responde que él pensaba en entrenar, puesto que los niños de su clase pensaban en ser héroes al crecer. 
Los problemas se agravaron con el nacimiento de Shoto, su hermano menor, el cual al nacer con una combinación de dones perfecta, hizo que su padre se enfocara plenamente en él una vez manifestara su don. Esto último, sumado a los cambios físicos de su cuerpo (como el color de su cabello que cambió de rojo a blanco, simbolizando su capacidad de resistencia al hielo), además de no poder resistir sus propias llamas, hicieron que Toya sintiera un autodesprecio por sí mismo, encontrando consuelo en los brazos de la única persona que lo entendía: su hermano Natsuo. 
Cuando Shoto apenas era un bebé, Toya no podía sentir otra cosa sino odio hacia su hermano pequeño debido a que su padre se sintió aliviado de haber logrado su objetivo, lo cual para Toya era algo insoportable, hasta que finalmente, en un arranque de ira, arremetió contra él y atacó a su hermano con la intención de matarlo. Tras ese incidente pasaron los años y aparentemente Toya dejó de lado la idea de convertirse en un héroe viviendo una vida normal con sus hermanos Fuyumi y Natsuo; no obstante, a los 13 años, Toya continuó entrenando en secreto con la intención de superar los poderes de su padre a pesar de que se estaba haciendo daño, pero su madre lo descubre intentando salir de su casa a entrenar; ella trató de persuadirlo para que no fuera, pero Toya simplemente la insultó diciendo que ella no lo entiende y que solo es un muñeco sin libertad. 
Esa tarde, Toya, lleno de alegría, le pidió a Enji que lo acompañara a la montaña, ya que fue capaz de transformar sus llamas de color rojo a color azul, y por fin estaría feliz de haberlo criado. Pero esto solo provocó que Enji se enfureciera y encarase a Rei. Un día, Toya se dirigió a la montaña con la intención de continuar con su entrenamiento, pese a que sus padres se disgustaron con él. Sin embargo y para su desgracia, su poder se salió de control debido a que sólo entrenó para aumentar la potencia de sus llamas mas no para controlarlas y apagarlas, a lo que terminó por ocasionar un voraz incendio que en cuestión de segundos consumió la montaña en un mar de fuego que 
terminó con Toya sufriendo de horribles quemaduras y quedando al borde de la muerte, hasta que fue rescatado por All for One, quien lo llevó a un hospital clandestino en dónde le salvaron la vida pero no pudieron hacer nada por su cuerpo, el cual quedó con daños irreversibles debido a sus quemaduras. Si bien pudieron reconstruir su cuerpo, la experiencia dejó a Toya en un estado de coma. Su familia, por su parte, asumió su muerte, ya que lo único que pudieron encontrar de él fue su mandíbula inferior. Tres años después de este hecho, Toya salió de su coma, dándose cuenta de que estaba en un lugar desconocido para él. Lo único en lo que podía pensar era en volver a casa con su familia para disculparse con sus padres, pero un doctor le dijo que eso sería imposible para él debido al daño en su cuerpo y que ya nunca volvería a ser el que era antes. Pese a esto y a la propuesta de aquél doctor de quedarse con ellos, Toya encolerizado rechazó su oferta y huyó de aquél lugar para dirigirse a su familia. Tenía la esperanza de que Enji había cambiado y que no era el mismo de aquél entonces, sin embargo, al llegar a su casa vio un altar en su nombre, y en la habitación siguiente se encontraba su padre forzando a Shoto a tener un entrenamiento infernal. Fue en ese momento cuando se dio cuenta de que nada había cambiado y que él seguía siendo el "producto fallido" de su familia, y que ellos ya lo habían dejado atrás y siguieron con sus vidas como si nada. Tras esto, Toya sintió que ya estaba muerto, y que "renació" como otra persona. Con el tiempo, Toya desarrolla un profundo odio hacia su padre, prometiendo hacerlo sufrir por todo el calvario que él tuvo que pasar y, tras abandonar a su familia, se cambió el nombre a Dabi, ocultando su identidad.

### My Hero Academia
Después de cometer numerosos crímenes, se presentó al grupo de Shigaraki junto a Himiko Toga como un seguidor de las ideas de Stain, cuyos ideales quiere llevar adelante. Inicialmente no pudo soportar la guía de Tomura, solo para establecer una relación de confianza con él (tanto que se convirtió, durante el ataque al campamento de verano, en el líder del Equipo Génesis) y cumplir con sus órdenes y solicitudes. Cuando se convierte en teniente del Frente de Liberación Paranormal, se alía con Hawks (quien trabaja como doble espía) para destruir a los héroes. Durante la lucha entre el Frente y los héroes, Dabi le revela a Hawks que quiere usar el grupo para transmitir el legado de Stain, y luego se revela a sí mismo como el hijo de Endeavor. Esto desconcertó mucho a la familia, ya que se le había dado por fallecido de niño en un accidente con fuego.